# Olena Hroesjyna

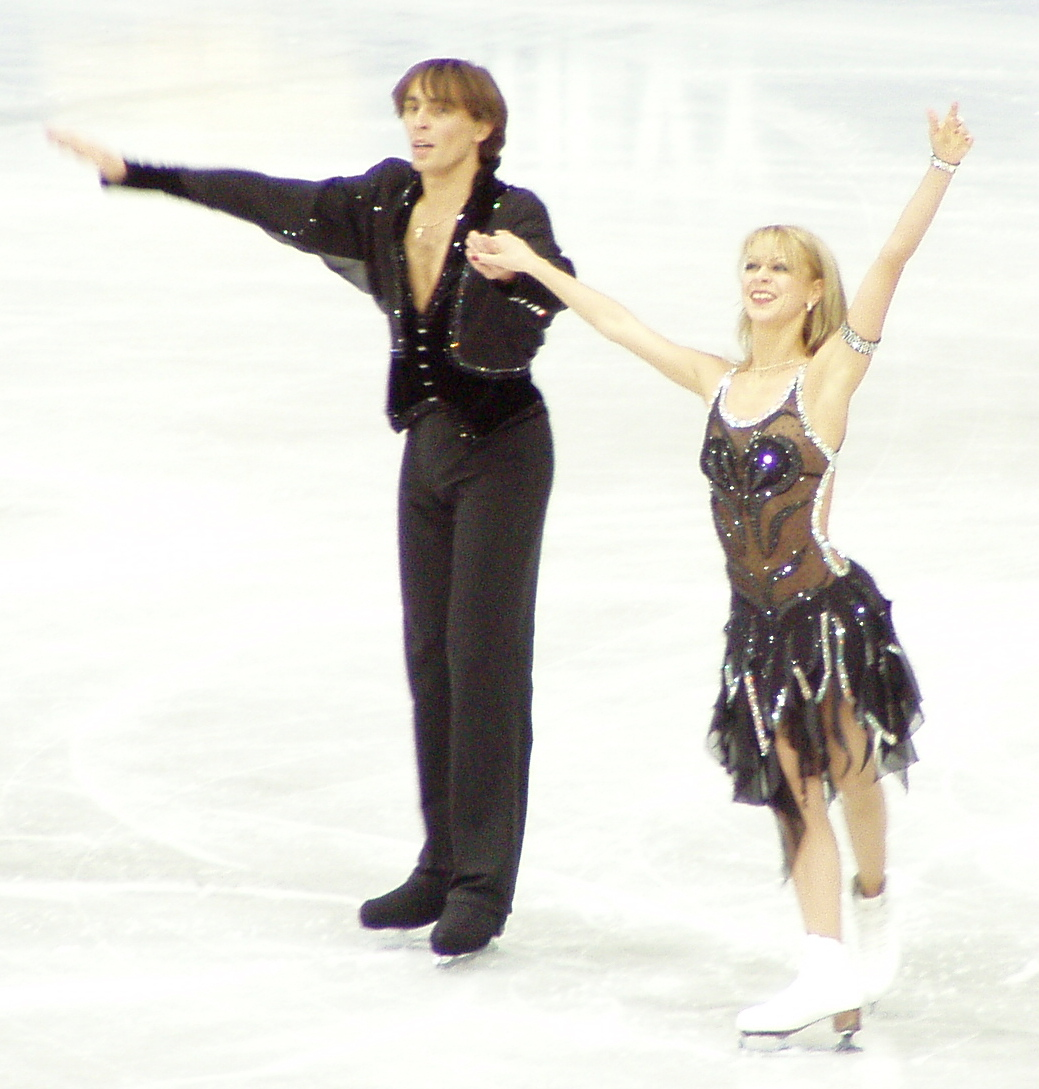
Olena Hroesjyna en Roeslan Hontsjarov bij het wereldkampioenschap in Dortmund (2004)

Olena Edouardivna Hroesjyna vaak gespeld als Elena Grushina (Oekraïens: Елена Едуардівна Грушина) (Odessa, 8 januari 1975) is een Oekraïense kunstschaatsster.
Hroesjyna is actief in het ijsdansen en haar vaste sportpartner is Roeslan Hontsjarov en zij worden gecoacht door Nikolaj Morozov. Voorheen reed ze onder andere met Mikhail Tasjlitzky. Hroesjyna en Hontsjarov schaatsen met elkaar vanaf 1989 en zijn sinds 1995 met elkaar getrouwd. 
| records                | punten | datum      | toernooi           |
| ---------------------- | ------ | ---------- | ------------------ |
| Hoogste totaalscore    | 213.95 | 18-03-2005 | WK 2005            |
| Hoogste verplichte kür | 41.30  | 15-03-2005 | WK 2005            |
| Hoogste originele kür  | 63.23  | 27-11-2004 | Cup of Russia 2004 |
| Hoogste vrije kür      | 109.48 | 18-03-2005 | WK 2005            |

## Belangrijke resultaten
| Kampioenschap           | 1994 | 1995 | 1996 | 1997 | 1998 | 1999 | 2000 | 2001 | 2002 | 2003 | 2004  | 2005   | 2006   |
| ----------------------- | ---- | ---- | ---- | ---- | ---- | ---- | ---- | ---- | ---- | ---- | ----- | ------ | ------ |
| Olympische Spelen       |      |      |      |      | 15e  |      |      |      | 9e   |      |       |        | Brons  |
| Wereldkampioenschap     | 18e  | 22e  | 19e  |      | 13e  | 8e   | 7e   | 8e   | 6e   | 5e   | 4e    | Brons  |        |
| Europees Kampioenschap  |      | 14e  | 13e  | 13e  |      | 7e   | 8e   | 7e   | 8e   | 4e   | Brons | Zilver | Zilver |
| Nationaal Kampioenschap |      |      |      |      |      |      |      |      | Goud |      | Goud  | Goud   | Goud   |